# Stadtbibliothek Offenbach
Die Stadtbibliothek Offenbach  (ehemals Stadtbücherei Offenbach) ist eine kommunale Bücherei der Stadt Offenbach am Main und war die erste Freihandbücherei Deutschlands. Der Bestand umfasst ca. 130.000 Medieneinheiten, darunter neben Büchern auch Zeitschriften und Zeitungen sowie weitere Medien wie Hörbücher und CDs.

## Geschichte

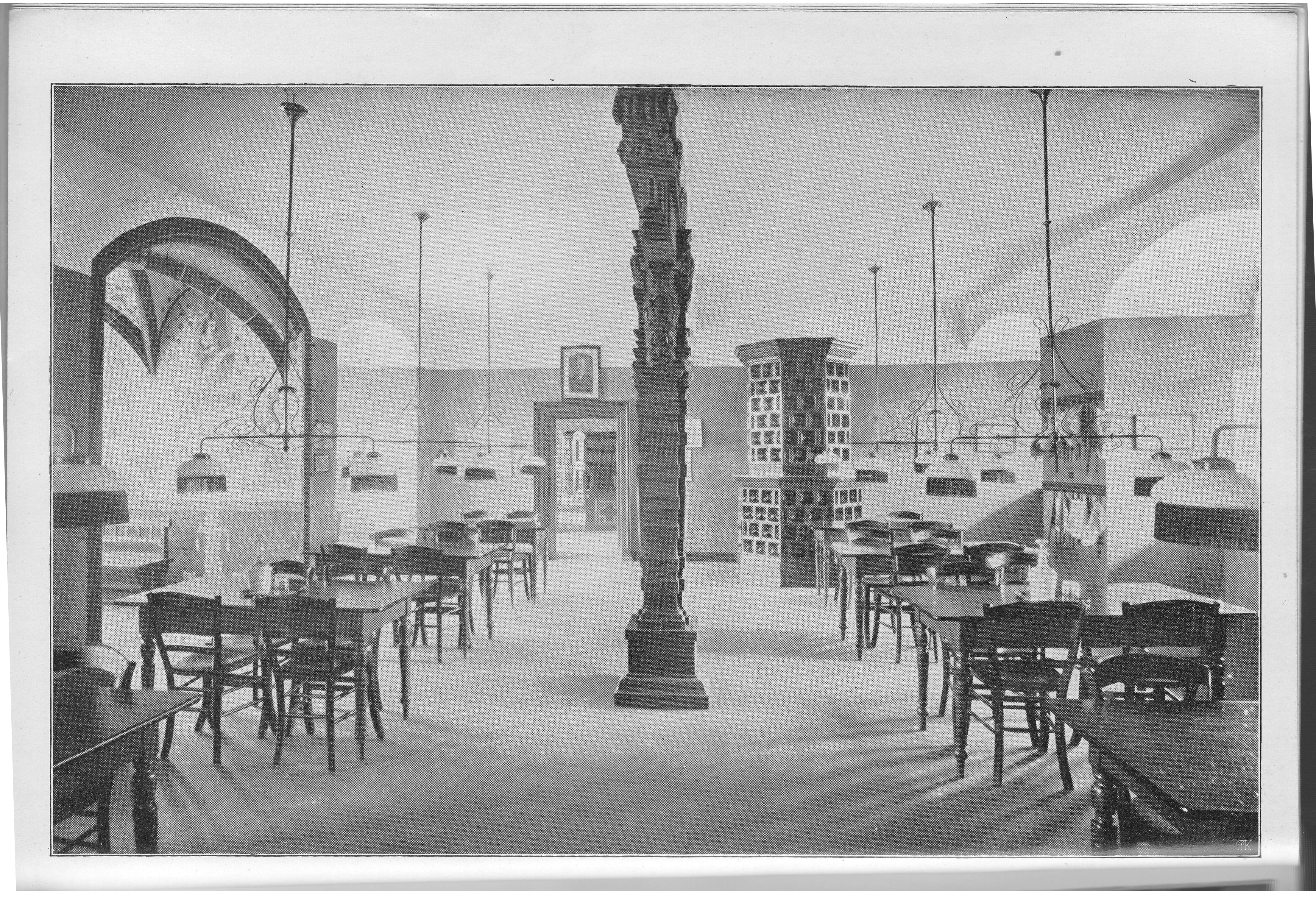
Lesesaal 1911

1901 wurde in der Herrnstraße durch den 1889 gegründeten Verein Ausschuss für Volksvorlesungen mit einer finanziellen Beihilfe von 500 Mark durch die Stadtverordnetenversammlung eine Lesehalle in der ehemaligen Lateinschule eröffnet. Dort wurden Zeitungen und Zeitschriften sowie etwa 100 Nachschlagewerke zur Verfügung gestellt. Ab 1904 durfte der offizielle Name Stadtbücherei geführt werden, allerdings war eine Ausleihe nicht möglich. Erst am 17. März 1907 wurde sie zur städtischen Einrichtung und bezog Räumlichkeiten im ersten Obergeschoss des Isenburger Schlosses, wo sie bis 1934 blieb. Nachdem dort das Stadtarchiv eingerichtet wurde, folgten mehrere Umzüge; zunächst an den Dreieich-Park, danach in das ehemalige Hospital an der Kaiserstraße. Nachdem dieses als Sitz des Magistrats ausgewählt worden war, folgte ein Umzug in die Bismarckstraße. 1952 folgte der Umzug an den „Linsenberg“, und 1984 in den Bernardbau, 1986 bezog die Stadtbücherei einen Flügel des Büsing-Palais.
Die Stadtbücherei Offenbach wurde zur ersten Freihandbücherei Deutschlands, in welcher sich jeder Besucher seine Bücher selbst heraussuchen konnte, ohne einen Bibliothekar bemühen zu müssen. Im November 1953 wurde sie daher vom damaligen Bundespräsident Theodor Heuss besucht.
1969 wurde eine Zweigstelle in Lauterborn eröffnet, die 1979 unter dem Namen Mediothek in Räume der Edith-Stein-Schule umzog. Sie wurde 1992 aus finanziellen Gründen wieder geschlossen. Seit 1974 gibt es auch eine Kinder- und Jugendbibliothek, und seit 1965 gibt es (mit Unterbrechungen) einen Bücherbus. 2002 wurde die Stadtbücherei offiziell in Stadtbibliothek umbenannt.

## Bücherturm

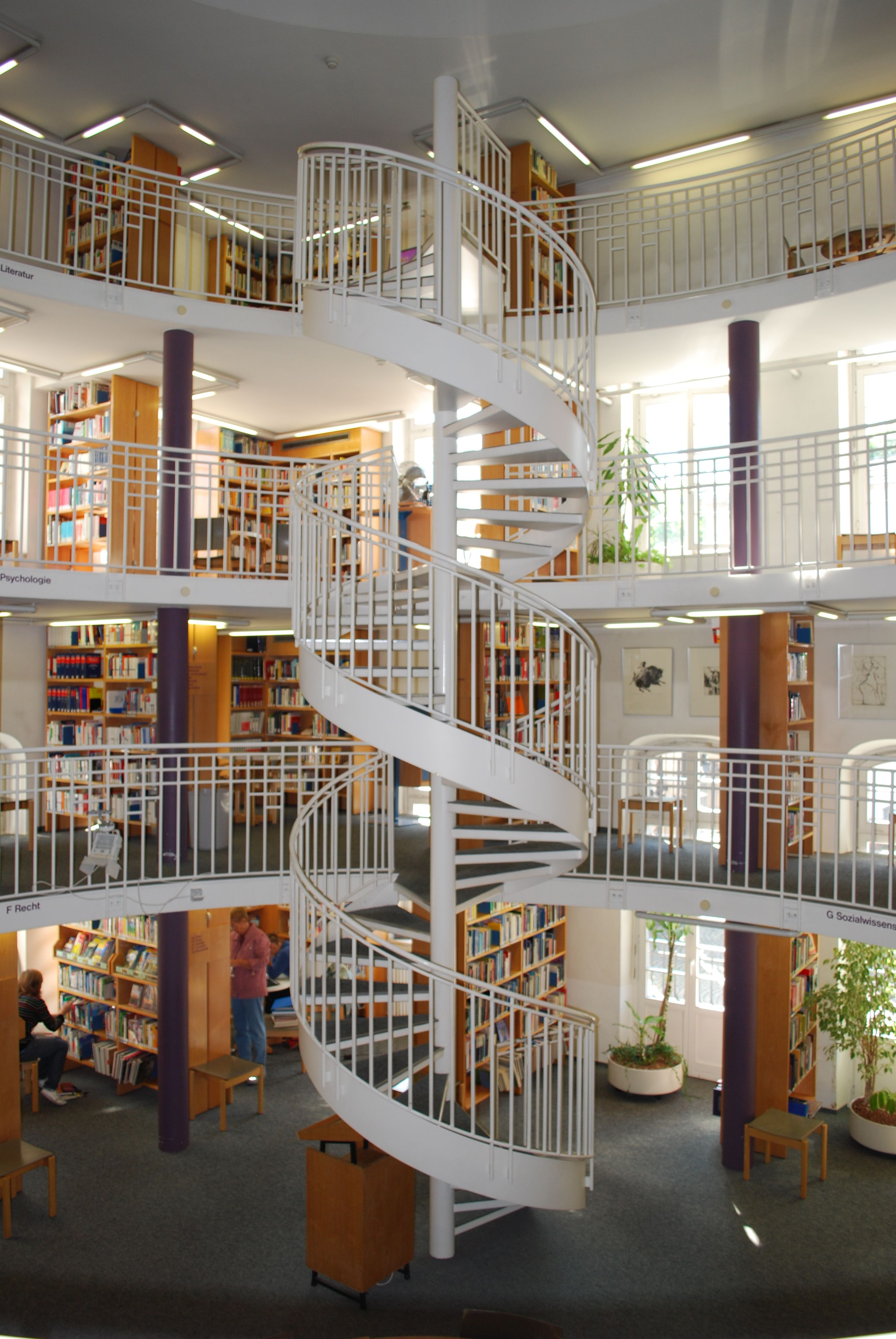
Bücherturm

Eine architektonische Besonderheit der Stadtbücherei ist der sogenannte Bücherturm. Dieser Raum wurde in seiner ersten Form von Adolf Bayer konzipiert. Der kreisrunde Raum wird von Terrassen mit Bücherregalen umgeben, die auf ein Atrium blicken, das auch für Lesungen genutzt wird. Erschlossen ist der Bücherturm über eine Wendeltreppe und einen externen Aufzug. Im obersten Stockwerk befindet sich zusätzlich ein Saal, in dem regelmäßig Veranstaltungen stattfinden.
Seit 1979 vergibt die Stadtbücherei Offenbach den Literaturpreis Schriftsteller im Bücherturm. Die bisherigen Preisträger waren:
- 1979 – Hans-Christian Kirsch
- 1981 – Hanne F. Juritz
- 1983 – Horst Bingel
- 1985 – Saliha Scheinhardt
- 1988 – Reinhardt Jung
- 1992 – Jürgen Groß
- 1997 – Lothar Schöne
- 2000 – Burkhard Spinnen
- 2002 – Elke Heidenreich
- 2005 – Jan Koneffke
- 2008 – Jan Seghers

## Literarische Zitate
| Vielleicht ist Heimat die Sternschnuppe aus Lloret de Mar diese eine Millisekunde oder die Republik Adygeja ist die Stadtbibliothek Offenbach mit Ernst Buchholz darin oder der Haustürschlüssel, ausgehändigt dem Exilanten. |

Safiye Can: Kinder der verlorenen Gesellschaft, Wallstein Verlag 2017, zweite Strophe des sechstrophigen Gedichtes „Möglicherweise ganz und gar“, S. 10–11.

## Auszeichnungen
- 2004 – Hessischer Lese-Förderpreis für die Kinder- und Jugendbibliothek
- 2005 – Hessischer Bibliothekspreis[5]
- 2005 – Zweiter Platz unter den hessischen Großstadtbibliotheken im Ranking der Bertelsmann-Stiftung BIX